# Chris McCandless
Christopher Johnson (Chris) McCandless alias Alexander (Alex) Supertramp (Inglewood, Californië, 12 februari 1968 – Stampede Trail (Healy), Alaska, ca. 18 augustus 1992) was een Amerikaans avonturier. Hij overleed in de buurt van het Denali National Park in Alaska tijdens een trektocht in het gebied. Schrijver Jon Krakauer schreef een boek over zijn leven dat in 1996 verscheen onder de titel Into the Wild. Het werd in 2007 verfilmd door Sean Penn onder dezelfde titel (Into the Wild), met Emile Hirsch in de hoofdrol.

## Levensloop
Chris McCandless werd geboren als buitenechtelijk kind van NASA-radarspecialist Walt McCandless en diens secretaresse Wilhelmina Johnson. Walt McCandless was formeel nog getrouwd met zijn eerste vrouw, met wie hij zes kinderen kreeg. McCandless en Johnson kregen nog een tweede kind, een meisje, Carine genoemd. Vervolgens scheidde Walt McCandless van zijn eerste vrouw en trad hij met Johnson in het huwelijk. Het paar richtte een adviesbureau op en leidde het leven van de Amerikaanse hogere middenklasse. Chris McCandless groeide op in Annandale (Virginia). Tijdens zijn middelbareschooltijd verdiende hij geld met een fotokopieerservice en het rondbrengen van pizza's. Tijdens discussies viel hij enerzijds op door zijn compromisloze socialistische standpunten, hoewel hij anderzijds een aanhanger van Ronald Reagan was. Na de middelbare school wilde hij wapens naar Zuid-Afrika smokkelen om de apartheid te bestrijden.
McCandless slaagde in 1986 voor de middelbare school en studeerde in 1990 aan Emory University af in geschiedenis en culturele antropologie. Hoewel ogenschijnlijk aangepast aan het leven van zijn ouders, stond het lege materialisme van de Amerikaanse middenklasse hem tegen. De werken van Jack London, Leo Tolstoj en Henry David Thoreau hadden veel invloed op hem. Hij droomde van een Thoreau-achtig bestaan en werd na het lezen van Walden gefascineerd door Alaska. Na te zijn afgestudeerd gaf hij al zijn spaargeld (25 000 dollar, ongeveer 18 000 euro) aan Oxfam International, verbrak het contact met zijn ouders en zijn zus en begon door de Verenigde Staten te reizen onder de zelfgekozen naam Alexander Supertramp (Eng. tramp betekent zwerver). Hij begon zijn tocht met zijn geliefde Datsun B-210, een auto uit 1982, maar moest deze op 6 juli 1990 achterlaten toen Detrital Wash, een rivier in Arizona, plotseling buiten zijn oevers trad. Ten slotte vond Bud Walsh, een opzichter van de National Park Service, in oktober 1990 McCandless' auto aan de linkeroever van Lake Mead. McCandless bereisde Arizona, Californië en South Dakota, waar hij bij een graanelevator werkte. Periodes waarin hij een baantje had wisselde hij af met een zwerversbestaan zonder geld en met weinig contact met andere mensen. Ook zou hij volgens dagboekaantekeningen in een kano de Colorado zijn afgezakt tot Baja California.

### Alaska
McCandless droomde al jaren over een tocht in de wildernis van Alaska, waar hij in zijn eigen voedsel wilde kunnen voorzien. In april 1992 liftte hij via Canada naar Fairbanks en van daar naar het dorp Healy. Jim Gallien gaf hem een lift naar de Stampede Trail. Gallien was bezorgd over Alex, die weinig uitrusting bij zich had en geen ervaring had met overleven in de wildernis van Alaska. Hij probeerde McCandless van zijn tocht te laten afzien, of ten minste met hem naar Anchorage te reizen om daar een behoorlijke uitrusting te kopen, maar McCandless wilde hier niets van weten. Hij nam alleen een paar rubberlaarzen van Gallien aan en wat voedsel, en begon aan zijn trektocht over de Stampede Trail.
Dit pad was in de jaren dertig aangelegd door de mijnbouwer Earl Pilgrim en leidde naar diens antimoonconcessie, op 60 kilometer van Healy. In 1961 werd het pad gedeeltelijk opgewaardeerd tot weg. Het bedrijf dat de werkzaamheden uitvoerde kocht drie oude International Harvester-stadsbussen uit Fairbanks en bracht die naar de Stampede Trail, waar ze dienden als onderkomen voor de wegwerkers. Toen de werkzaamheden werden gestaakt, werden twee van de bussen mee teruggenomen. De derde bleef achter en werd door jagers wel als schuilhut gebruikt.
Na de rivier Teklanikate zijn overgestoken stuitte McCandless op deze bus, op een overgroeid stuk van de Stampede Trail, ruim 30 kilometer van Healy. Hij sloeg er op 28 april zijn bivak op en leefde van rijst die hij had meegebracht, klein wild dat hij schoot en eetbare planten. Zijn dagelijks menu was onvoldoende om op gewicht te blijven, en in juli besloot hij terug te keren naar de bewoonde wereld. Hij vond zijn terugweg echter versperd door de Teklanika, die dankzij een toevloed van smeltwater veel hoger stond dan toen hij de rivier in april was overgestoken, en inmiddels in een woest kolkende stroom was veranderd. Hij zag geen andere uitweg en keerde terug naar de bus. McCandless leefde in totaal zo'n 113 dagen in de bus. Omdat hij te zwak was, schreef McCandless een SOS-bericht voor iedereen die toevallig voorbij de bus zou komen. Het volledige bericht luidde als volgt:
Attention Possible Visitors. S.O.S. I need your help. I am injured, near death, and too weak to hike out. I am all alone, this is no joke. In the name of God, please remain to save me. I am out collecting berries close by and shall return this evening. Thank you, Chris McCandless. August?
Op 6 september zouden Ken Thompson, Gordon Samel en Ferdie Swanson elkaar bij de bus ontmoeten om op elandenjacht te gaan. Bij de bus troffen ze een jong stel aan dat, gealarmeerd door de stank, de bus tot op enkele meters was genaderd. Gordon Samel wierp een blik door een gebroken ruit van de bus en zag een slaapzak waar het hoofd van McCandless uit stak.
Enkele weken eerder was McCandless op 24-jarige leeftijd overleden, vermoedelijk op 18 augustus of kort daarna. Zijn stoffelijk overschot, dat nog maar 30 kilo woog, werd naar Anchorage overgebracht, alwaar het werd onderworpen aan een autopsie. De lijkschouwer kwam tot de conclusie dat McCandless was overleden door voedselgebrek. Het stoffelijk overschot werd op 20 september 1992 gecremeerd en de overblijfselen werden aan de familie overgedragen.
Op 18 juni 2020 werd de bus uit veiligheidsoverwegingen door middel van een Chinookhelikopter verwijderd van de bijzonder afgelegen locatie. Jarenlang probeerden avonturiers bij de bus te geraken, maar velen raakten gewond of kwamen om het leven. Op 30 juli 2020 is besloten dat de bus wordt tentoongesteld in University of Alaska’s Museum of the North.

## Boeken die McCandless heeft gelezen
- The Call of the Wild van Jack London
- Taras Bulba van Nikolaj Gogol
- Walden van Henry David Thoreau
- Tanaina Plantlore van Priscilla Russel Kari
- Huiselijk geluk van Leo Tolstoj
- Education of a Wandering Man van Louis L'Amour
- Oorlog en vrede van Leo Tolstoj
- White Fang van Jack London

Ik wilde beweging, geen rustig leven. Ik wilde opwinding en gevaar en de mogelijkheid om mij op te offeren voor mijn liefde. Ik voelde in mijzelf een overmaat aan energie, die geen uitlaat vond in ons kalme bestaan.— Onderstreepte passage in het boek van Leo Tolstoj (Huiselijk Geluk) dat bij McCandless' stoffelijk overschot werd gevonden.

## Werken over Chris McCandless

### Boeken
Schrijver Jon Krakauer schreef een boek op basis van het dagboek van Chris McCandless, dat een periode van 113 dagen beslaat. Krakauer hing in zijn boek de hypothese aan dat het eten van giftige planten McCandless noodlottig was geworden, maar door de lijkschouwer werd hier geen enkel bewijs voor gevonden. In latere edities van zijn boek opperde Krakauer dat McCandless giftige zwammen heeft binnengekregen die zouden hebben gegroeid op de zaden die McCandless at. Ook hiervoor bestaat echter geen bewijs. In 2013 opperde Krakauer dat McCandless mogelijk leed aan lathyrisme, opgelopen door het eten van enorme hoeveelheden zaden van Hanekop (Hedysarum alpinum). Vooral zeer actieve jonge mannen zouden daardoor snel verzwakken.
Dankzij het boek is de bus een soort toeristenattractie geworden. De plaatselijke bevolking moet hier weinig van hebben en beschouwt McCandless voornamelijk als een apart figuur, want als hij met een behoorlijke kaart van het gebied op stap was gegaan, had hij kunnen zien dat hij de Teklanika zes mijl verderop had kunnen oversteken via een primitieve kabelbaan.
Ook Carine McCandless, de zus van Chris McCandless, schreef een boek over hem: The Wild Truth (november 2014). In het boek verklaart zij de extreme avontuurszin van haar broer als een vlucht voor hun ouders. Hun jeugd was ongelukkig door huiselijk geweld, vooral door de drankzuchtige en dominante vader.

### Film
In 2007 kwam een film uit over het leven van McCandless, genaamd Into the Wild. De film, gebaseerd op het boek van Krakauer, werd geregisseerd door Sean Penn, die tien jaar met het idee had rondgelopen. De hoofdrol wordt gespeeld door Emile Hirsch als McCandless.